# 1522

## Esdeveniments
Països Catalans
- Octubre: Joanot Colom, cap de les Germanies de Mallorca, fa front a les forces reials desembarcades a l'illa amb 3.000 hòmens i artilleria, però és derrotat a Muro.

Món
- 6 de setembre - Sanlúcar de Barrameda (Cadis, Andalusia): Juan Sebastián Elcano i 17 supervivents de l'expedició de 265 hòmens empresa per Fernão Magalhães hi arriben a bord del vaixell Victoria, després de ser els primers de circumnavegar la Terra.

## Naixements
Països Catalans

Resta del Món
- 23 d'abril, Florència: Caterina de Ricci, religiosa dominica i autora mística italiana, venerada com a santa per l'Església catòlica (m. 1590).[1]

## Necrològiques
Països Catalans
- 2 de juliol - Castelló d'Empúries: Enric II d'Empúries. Comte d'Empúries i Lloctinent de Catalunya. (n. 1445)
- 19 d'octubre, València: Vicent Peris, dirigent de les Germanies de València, mort en l'atac a sa casa de l'exèrcit reialista comandat pel marquès de Cenete. (n. 1478)
- Jaume Fiella, 47è President de la Generalitat de Catalunya.

Resta del Món
- Mujir al-Din al-Ulaymi, historiador àrab de Jerusalem, on fou cadi, que va escriure una història de Jerusalem i Hebron. (n. 1456)